# Géza Frid

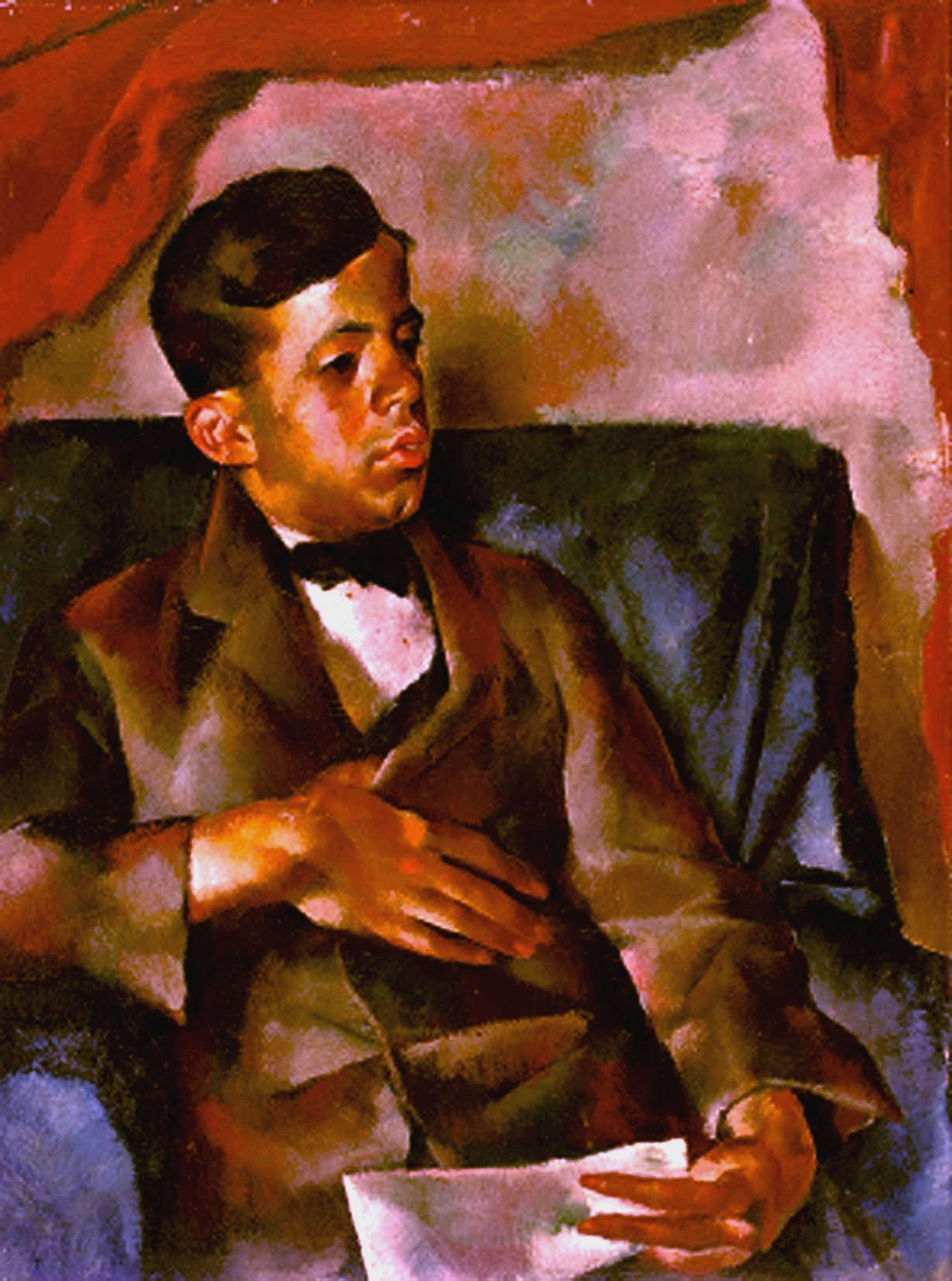
Géza Frid, geschilderd door Vilmos Aba-Novák, ca. 1925

Géza Frid (Máramarossziget, Hongarije, thans Roemenië, 25 januari 1904 - Beverwijk, 13 september 1989) was een Nederlands componist, muziekpedagoog, dirigent en pianist van Hongaarse afkomst.

## Levensloop
Door zijn muzikale moeder werd Frid al heel vroeg met muziek in contact gebracht. Al op zevenjarige leeftijd gaf hij zijn eerste concert in het openbaar. In 1912 ging hij naar Boedapest, om zijn opleiding voort te zetten aan de Franz Liszt Muziekacademie. Hij studeerde piano bij Béla Bartók en compositie bij Zoltán Kodály. Zijn examens legde hij af in 1924. In de tweede helft van de jaren twintig maakte hij succesvolle concertreizen door heel Europa, deels samen met de violist Zoltán Székely.
In 1927 werd zijn eerste strijkkwartet in Boedapest en Londen uitgevoerd. In 1929 emigreerde hij naar Amsterdam, waar hij in 1937 trouwde met de pianiste en zangeres Ella van Hall. Zijn composities werden met veel succes in Frankrijk, Zwitserland, de Verenigde Staten van Amerika en het Verenigd Koninkrijk uitgevoerd en verschaften Frid internationale faam. Gedurende de Duitse bezetting van Nederland tijdens de Tweede Wereldoorlog mocht hij als Jood niet optreden. Hij was actief in het verzet.
In 1948 verkreeg hij de Nederlandse nationaliteit. In 1948 en 1949 was hij op concertreis in Indonesië. In totaal gaf hij er 48 concerten. Hem werd de baan als chef-dirigent van het Radio Philharmonisch Orkest in Jakarta aangeboden, maar hij gaf er de voorkeur aan in Nederland te blijven. In het vervolg ontving hij talrijke prijzen en onderscheidingen. In 1951 ging hij opnieuw op concertreis in Indonesië en daarna naar het Koninkrijk Siam en verder naar Egypte.
Er volgden verdere concertreizen naar het Verenigd Koninkrijk, een derde reis door Indonesië, Israël (1962), en door de toenmalige Sovjet-Unie in 1963, samen met de zangeres Erna Spoorenberg. In de volgende jaren stonden verdere concertreizen op het programma (wederom Israël, Turkije, Italië, Zuid- en Noord-Amerika (1965), Suriname, de Nederlandse Antillen, Venezuela, Verenigde Staten van Amerika en Canada).
Van 1964 tot 1970 was hij hoofddocent voor kamermuziek aan het Utrechts Conservatorium.
Zijn laatste jaren bracht hij door in een verzorgingstehuis in Bergen (Noord-Holland). Hij kwam tragisch om het leven door onachtzaamheid van het verplegend personeel, dat de temperatuur van het badwater niet had gecontroleerd. Hij overleed in het Brandwondencentrum in Beverwijk. Hij werd begraven op Begraafplaats Zorgvlied.

## Onderscheidingen
De Hongaarse regering heeft Géza Frid begiftigd met de Bartókpenning en de Kodálypenning. In 1974, op zijn zeventigste verjaardag, werd hij ook in Nederland geridderd en werd er in het Amsterdamse Concertgebouw een jubileumconcert voor hem georganiseerd, waarbij onder anderen de zoon van Bartók en de weduwe van Kodály hem toespraken.

## Composities
Géza Frid was geen nieuwlichter en stond niet open voor de muzikale inzichten van de avant-garde van zijn tijd, zoals dodecafonie of serialisme. Hoewel hij door zijn jarenlange verblijf (vanaf 1929) geheel geïntegreerd was in het Nederlandse muziekleven, bleven de melodieën en ritmes van de Hongaarse volksmuziek, waardoor hij gevormd was, zijn gematigd moderne muziek beheersen. De invloed van zijn leermeesters Bartók en Kodály heeft hij nooit verloochend.

## Oeuvrelijst

### Werken voor orkest
- 1929 Suite pour orchestre opus 6
- 1931 Tempesta d'orchestra opus 10
- 1933 Symphonie opus 13
- 1935 Romance et Allegro voor cello en orkest opus 16
- 1938 Abel et Caïn tableau symphonique opus 15 voor bass-solo en groot orkest
- 1948 Paradou Symfoonische Fantasie
- 1950 Variaties op een Nederlands volkslied voor koor en orkest
- 1951 Fête champêtre suite de danses pour orchestre à cordes et percussion, opus 38
- 1952 Concert for two violins and orchestra opus 40
- 1953/1955 Drie romances voor sopraan en orkest, opus 41a - tekst: Heinrich Heine
- 1953 Caecilia-ouverture opus 45
- 1954 Muziek uit het ballet "Luctor et emergo" voor koor (SATB) en orkest, opus 43a
- 1954 Études symphoniques opus 47
- 1957 Concert for two pianos and orchestra opus 55
- 1961 Concertino voor soli (pianotrio) en orkest, opus 63
- 1963 Introductie, thema en variaties
- 1970/1979 Concerts for three violins and orchestra opus 78
- 1972 Concert voor klarinetten en strijkorkest opus 82, opgedragen aan George Pieterson, waarin 4 klarinetten bespeeld worden door één klarinettist.
- 1973 Toccata voor orkest opus 84
- 1985 Concert voor altviool, strijkers en grote trom, opus 108

### Werken voor harmonie- en fanfare-orkest
- 1951 Das Sklavenschiff voor tenor- of bariton-solo, mannenkoor, koperblazers en slagwerk, opus 51 - tekst: Heinrich Heine
- 1954 Suid-Afrikaanse rhapsodie opus 46b
- 1964 Zeven pauken en een koperorkest opus 69
- 1965 Ballade voor gemengd koor en harmonieorkest opus 71 - tekst: J. Slauerhoff
- 1966 Vier Schetsen opus 72a
- 1977 Variations on a Dutch Folksong opus 29
- 1978 Brabant en Màramures
- 1984 Symmetrie I op. 98 voor blazers en slagwerk
- Rhapsody opus 42a

### Muziektheater

#### Opera's
| Voltooid in | titel                    | aktes       | première                        | libretto          |
| ----------- | ------------------------ | ----------- | ------------------------------- | ----------------- |
| 1958        | De Zwarte Bruid, opus 57 | 3 bedrijven | 1959, Stadsschouwburg Amsterdam | Cornelis Jan Kelk |

#### Balletmuziek
| Voltooid in | titel                     | aktes | première | libretto | choreografie   |
| ----------- | ------------------------- | ----- | -------- | -------- | -------------- |
| 1953        | Luctor et emergo, opus 43 |       |          |          | Sonia Gaskell  |
| 1961        | Euridice, opus 61         |       |          |          | Hans van Manen |

#### Toneelmuziek
- 1961 Toneelmuziek, opus 65, voor blaaskwintet en harp, bij Twelfth night" (Driekoningenavond) van Shakespeare .

### Koormuziek
- 1951 Hymne aan de arbeid opus 32 voor mannenkoor en orkest
- 1951 10 laments voor vrouwenkoor
- 1952 Frühlingsfeier opus 41 no. 3 voor sopraan, alt en 8 instrumenten
- 1960 Abschied liederencyclus op teksten van Hermann Hesse opus 59
- 1960 Auf Reise liederencyclus op teksten van Hermann Hesse im modus lascivus, opus 60
- 1972 Buurtkermis in Vlaanderen opus 81 voor mannenkoor, piano en slagwerk - tekst: A. Simoens
- 1974 Arabesques roumaines voor vrouwenkoor opus 85
- 1975 Caprices roumains voor 6-stemmig mannenkoor opus 86a
- 1985 Drie Duitse koorteksten (Symmetrie IV) op. 101 voor gemengd koor: Der Adler fliegt allein (Friedrich Rückert) - Im wunderschönen Monat Mai (Heinrich Heine) - Die schöne Form macht kein Gedicht (H. Seidel)
- 1985 Drie Franse koorteksten (Symmetrie V) op. 102 voor gemengd koor: De bonheur (Champort) - Entre votre colère (Voltaire) - Tous les hommes sont fous (Claude le Petit)
- 1985 Drie Engelse koorteksten (Symmetrie VI) op. 103 voor gemengd koor: There's nothing in this world (Longfellow) - And you shall find (S. Danial) - Beware of desperate steps! (W. Cowper)

### Vocale muziek met instrumenten
- 1935 Concert voor piano en koor
- 1985 Duet in twee talen (Symmetrie IX) op. 106 voor sopraan, alt en marimba of piano

### Kamermuziek
- 1927 Strijkkwartet nr. 1 opus 2
- 1939 Strijkkwartet nr. 2 "Fugues" opus 21
- 1946 Sonatina voor altviool en piano, opus 25
- 1951 Strijkkwartet nr. 3 "Fantasia Tropica" opus 30
- 1955 Sonate voor viool en piano opus 50
- 1956 Strijkkwartet nr. 4 opus 50a
- 1963 Twelve Metamorphosen voor blazers en piano opus 54a
- 1967 Dubbeltrio voor blazers opus 73
- 1982 Vice Versa II voor altviool en piano, opus 96
- 1984 Strijkkwartet nr. 5, "Symmetrie II" opus 99

### Werken voor piano
- 1920 Humoreske
- 1920 Zongora-tanulmány
- 1921 Zongoradarab
- 1921 Allegretto
- 1922 Zongoradarab
- 1922 Egy magyar muzsikus halálára
- 1922 Presto
- 1924 Allegretto
- 1927 Fantasia dramatica
- 1929 Sonata per pianoforte, opus 5
- 1930 12 caricatures musicales, opus 8
- 1932 Quatre études, opus 12
- 1936 Trois morceaux, opus 17
- 1949 Variaties op een Nederlands volkslied, opus 29a
- 1967 Dimensies, opus 74

### Publicaties van Géza Frid
- Géza Frid: Oog in oog met...Tolstoj, Thomas Mann, Bomans, Mussolini, Mengelberg, Bartók en Ravel. Uitg. Heuff, Nieuwkoop, 1976.
- Géza Frid: In tachtig jaar de wereld rond: herinneringen. Uitg. Strengholt, Naarden, 1984.

### Over Géza Frid
- Clara Biermasz: Das Klavierwerk von Géza Frid - Seine Klavierkompositionen in Bezug auf seinen Lehrmeister Béla Bartók, Masterthesis, Universität für Musik und darstellende Kunst Wien, oktober 2011, 77 p.
- Jozef Robijns, Miep Zijlstra: Algemene muziek encyclopedie, Haarlem: De Haan, 1979-1984, ISBN 978-90-228-4930-9
- Sas Bunge, Rutger Schoute: 60 Years of Dutch chamber music, Amsterdam: Stichting Cultuurfonds Buma, 1974, 131 p.
- Wouter Paap: De componist Geza Frid, Mens en melodie. 25 (1970), Nr. 4, S. 99-106.
- Marius Monnikendam: Nederlandse componisten van heden en verleden, Berlin: A.J.G. Strengholt, 1968, 280 p.
- Wolfgang Wijdeveld: Geza Frid, Sonorum Speculum. 1964, No. 18, S. 1-9.
- Namenregister, in: Annalen van de operagezelschappen in Nederland 1886-1995, Amsterdam: Den Uitgave van Theater Institute Nederland, 1996, 1276 p.
- Michel Ruppli, Ed Novitsky: Artist Index, in: The Mercury labels : a discography, Vol. V: record and artist indexes, Westport, Connecticut: Greenwood Press, 1993, 882 p., ISBN 0313273715
- Wolfgang Suppan, Armin Suppan: Das Neue Lexikon des Blasmusikwesens, 4. Auflage, Freiburg-Tiengen, Blasmusikverlag Schulz GmbH, 1994, ISBN 3-923058-07-1
- Paul E. Bierley, William H. Rehrig: The heritage encyclopedia of band music : composers and their music, Westerville, Ohio: Integrity Press, 1991, ISBN 0-918048-08-7
- Kurtz Myers: Performer Index : Conductors, in: Index to record reviews 1984-1987 : based on material originally published in "Notes", the quarterly journal of the Music Library Association between 1984 AND 1987, Boston, Massachusetts: G.K. Hall, 1989, 639 p., ISBN 978-0816104826
- Kurtz Myers: Performer Index : Conductors, in: Index to record reviews, 1978-1983 : based on material originally published in "Notes", the quarterly journal of the Music Library Association, between 1978 and 1983, 1st Suppl., Boston, Massachusetts: G K Hall, December 1985, 873 p., ISBN 978-0816104352
- Kurtz Myers: Performer Index : Instrumentalists, in: Index to record reviews, 1949-1977 : based on material originally published in "Notes", the quarterly journal of the Music Library Association Between 1949 and 1977, Vol. 5: indexes, Boston, Massachusetts: G.K. Hall, 1980, 664 p. ISBN 978-0816100873
- Storm Bull: Index to biographies of contemporary composers, Volume III, Metuchen, N.J.: Scarecrow Press, 1987, 878 p., ISBN 978-0-8108-1930-6
- Storm Bull: Index to biographies of contemporary composers, Vol. II, Metuchen, N.J.: Scarecrow Press, 1974, 567 p., ISBN 0-8108-0734-3
- Storm Bull: Index to biographies of contemporary composers, New York: Scarecrow Press, 1964, 405 p.
- Jean-Marie Londeix: Musique pour saxophone, volume II : repertoire general des oeuvres et des ouvrages d'enseignement pour le saxophone, Cherry Hill: Roncorp Publications, 1985
- Lyle G. Wilson: A dictionary of pianists, London: Robert Hale, 1985. 343 p., ISBN 978-0709017493
- Gösta Morin, Carl-Allan Moberg, Einar Sundström: Sohlmans musiklexikon - 2. rev. och utvidgade uppl., Stockholm: Sohlman Förlag, 1975-1979, 5 v.
- Gösta Morin, Carl-Allan Moberg, Einar Sundström: Sohlmans musiklexikon : nordiskt och allmänt upplagsverk för tonkonst, musikliv och dans, Stockholm: Sohlmans Förlag, (1951-)
- Paul Frank, Burchard Bulling, Florian Noetzel, Helmut Rosner: Kurzgefasstes Tonkünstler Lexikon - Zweiter Teil: Ergänzungen und Erweiterungen seit 1937, 15. Aufl., Wilhelmshaven: Heinrichshofen, Band 1: A-K. 1974. ISBN 3-7959-0083-2; Band 2: L-Z. 1976. ISBN 3-7959-0087-5
- Marc Honegger: Dictionnaire de la musique, Paris: Bordas, 1970-76
- Zenei lexikon, Budapest: Zenemukiado Vallalat, 1965
- P. Townend: Who's who in music and musicians' international directory 1962, New York: Hafner Publishing Co., 1962, 331 p.
- Leslie Gilbert Pine: Overseas section, in: Who's who in music, First post-war edition (1949-50), London: Shaw Publishing, 1950, 419 p.
- Carlo Schmidl: Dizionario universale dei musicisti: Supplemento, Milan: Sonzogno, 1938, 806 p.
- Paul Frank, Wilhelm Altmann: Kurzgefasstes Tonkünstler Lexikon : für Musiker und Freunde der Musik, Regensburg: Gustave Bosse, 1936, 730 p.